# (33038) 1997 SP24
1997 SP24 (asteroide 33038) é um asteroide da cintura principal. Possui uma excentricidade de 0.11517640 e uma inclinação de 2.22789º.
Este asteroide foi descoberto no dia 30 de setembro de 1997 por Spacewatch em Kitt Peak.